# Maurizio Centini
Maurizio Centini, OFM Conv. (1592 – 14 de novembro de 1639) foi um prelado católico romano que serviu como bispo de Mileto (1631–1639) e bispo de Massa Lubrense (1626–1631).

## Biografia
Maurizio Centini nasceu em 1592 em Ascoli, e foi ordenado sacerdote na Ordem dos Frades Menores Conventuais. No dia 9 de fevereiro de 1626, foi nomeado durante o papado de Urbano VIII como Bispo de Massa Lubrense. Em março de 1626, foi consagrado bispo por Felice Centini, bispo de Macerata e Tolentino. A 12 de maio de 1631, foi nomeado bispo de Mileto durante o papado de Urbano VIII, onde serviu como bispo até à sua morte a 14 de novembro de 1639. Enquanto bispo, foi o co-consagrador principal de Heitor de Monte, Bispo de Termoli (1626).

## Links externos e fontes adicionais
- Cheney, David M. «Diocese of Mileto–Nicotera–Tropea». Catholic-Hierarchy.org. Consultado em 16 de junho de 2018
- Chow, Gabriel. «Diocese of Mileto–Nicotera–Tropea (Italy)». GCatholic.org. Consultado em 16 de junho de 2018
- Cheney, David M. «Diocese of Massa Lubrense». Catholic-Hierarchy.org. Consultado em 16 de junho de 2018
- Chow, Gabriel. «Titular Episcopal See of Massa Lubrense». GCatholic.org. Consultado em 16 de junho de 2018